# Juan Pablo Santiago
Juan Pablo Santiago Santiago (ur. 25 sierpnia 1980 w Zapotiltic) – meksykański piłkarz występujący najczęściej na pozycji środkowego obrońcy, obecnie zawodnik Tijuany.

## Kariera klubowa
Santiago jest wychowankiem ekipy Club Atlas z siedzibą w mieście Guadalajara. W meksykańskiej Primera División zadebiutował za kadencji szkoleniowca Ricardo Lavolpe, 13 października 1999 w wygranym 3:2 domowym spotkaniu z Tolucą. Już w trzecim występie ligowym po raz pierwszy wpisał się na listę strzelców w najwyższej klasie rozgrywkowej – 7 maja 2000 w przegranej 2:5 konfrontacji z Pueblą. Podczas pierwszego pobytu w Atlasie Santiago pełnił funkcję rezerwowego i sporadycznie pojawiał się na ligowych boiskach w barwach zespołu.
Latem 2003 Santiago przeszedł do zespołu Tiburones Rojos de Veracruz. Tam spędził kolejne dwa lata, będąc podstawowym graczem drużyny, jednak nie odniósł z nią żadnych poważniejszych sukcesów. Później powrócił do swojego macierzystego klubu, Atlasu, gdzie spotkał swojego byłego trenera z Veracruz, Daniela Guzmána, który uczynił Santiago jednym z ważniejszych piłkarzy w swoim zespole. Ogółem w barwach Atlasu rozegrał 91 spotkań w lidze meksykańskiej, zdobywając w nich cztery gole.
W letnim okienku transferowym Santiago zasilił prowadzoną przez Daniela Guzmána drużynę Club Santos Laguna z siedzibą w mieście Torreón. W sezonie Clausura 2008 wywalczył z nią mistrzostwo Meksyku, natomiast podczas rozgrywek Bicentenario 2010 i Apertura 2010 tytuły wicemistrzowskie. Latem 2011 został wypożyczony do beniaminka najwyższej klasy rozgrywkowej, Club Tijuana.
| Sezon     | Klub                        | Kraj   | Rozgrywki        | Mecze | Bramki |
| --------- | --------------------------- | ------ | ---------------- | ----- | ------ |
| 1999/2000 | Club Atlas                  | Meksyk | Primera División | 3     | 1      |
| 2000/2001 | Club Atlas                  | Meksyk | Primera División | 0     | 0      |
| 2001/2002 | Club Atlas                  | Meksyk | Primera División | 17    | 0      |
| 2002/2003 | Club Atlas                  | Meksyk | Primera División | 7     | 0      |
| 2003/2004 | Tiburones Rojos de Veracruz | Meksyk | Primera División | 32    | 0      |
| 2004/2005 | Tiburones Rojos de Veracruz | Meksyk | Primera División | 35    | 1      |
| 2005/2006 | Club Atlas                  | Meksyk | Primera División | 33    | 1      |
| 2006/2007 | Club Atlas                  | Meksyk | Primera División | 31    | 2      |
| 2007/2008 | Club Santos Laguna          | Meksyk | Primera División | 27    | 0      |
| 2008/2009 | Club Santos Laguna          | Meksyk | Primera División | 26    | 1      |
| 2009/2010 | Club Santos Laguna          | Meksyk | Primera División | 31    | 0      |
| 2010/2011 | Club Santos Laguna          | Meksyk | Primera División | 4     | 0      |
| 2011/2012 | Club Tijuana                | Meksyk | Primera División |       |        |